# Rehat Maryada
Il Rehat Maryada detto anche Rahit Maryada è il codice di comportamento dei sikh. Esso definisce la differenza tra un sikh e un non-sikh.
Il Sikh Rehat Maryada venne approvato nel 1950, nella versione ufficiale, dalle comunità sikh di tutto il mondo. Esso ha uniformato le pratiche religiose, anche se è ancora dibattuto sotto certi aspetti, ed è la base per la maggior parte delle comunità.
Etimologicamente Rahit viene dal termine punjabi rahina che significa vivere; maryada deriva dal sanscrito marya dal significato di limite e da ada ovvero accettare, comprendere.

## Definizione di un sikh
Un sikh è un credente che fedelmente: 
- crede nell'esistenza di un dio eterno,
- accetta come guida spirituale Guru Granth Sahib e i dieci guru umani, e che segue i loro insegnamenti e i loro inni sacri (  bani),
- si prepara al battesimo, l'Amrit Sanskar promosso dal decimo guru,
- non è fedele a qualsiasi altra religione.

Questa definizione di sikh è stata proposta dal Comitato Shiromani Gurdwara Parbandhak il 3 febbraio 1945, dopo anni di lavoro e di riflessione; questo comitato è una delle più alte autorità religiose del sikhismo.
A questa definizione è necessario aggiungere la regola dei Cinque K e della vita a casa delle donne lavoratrici e credenti consigliata dai Guru del sikhismo come un modo di vita per tutti.

## Vita quotidiana di un sikh

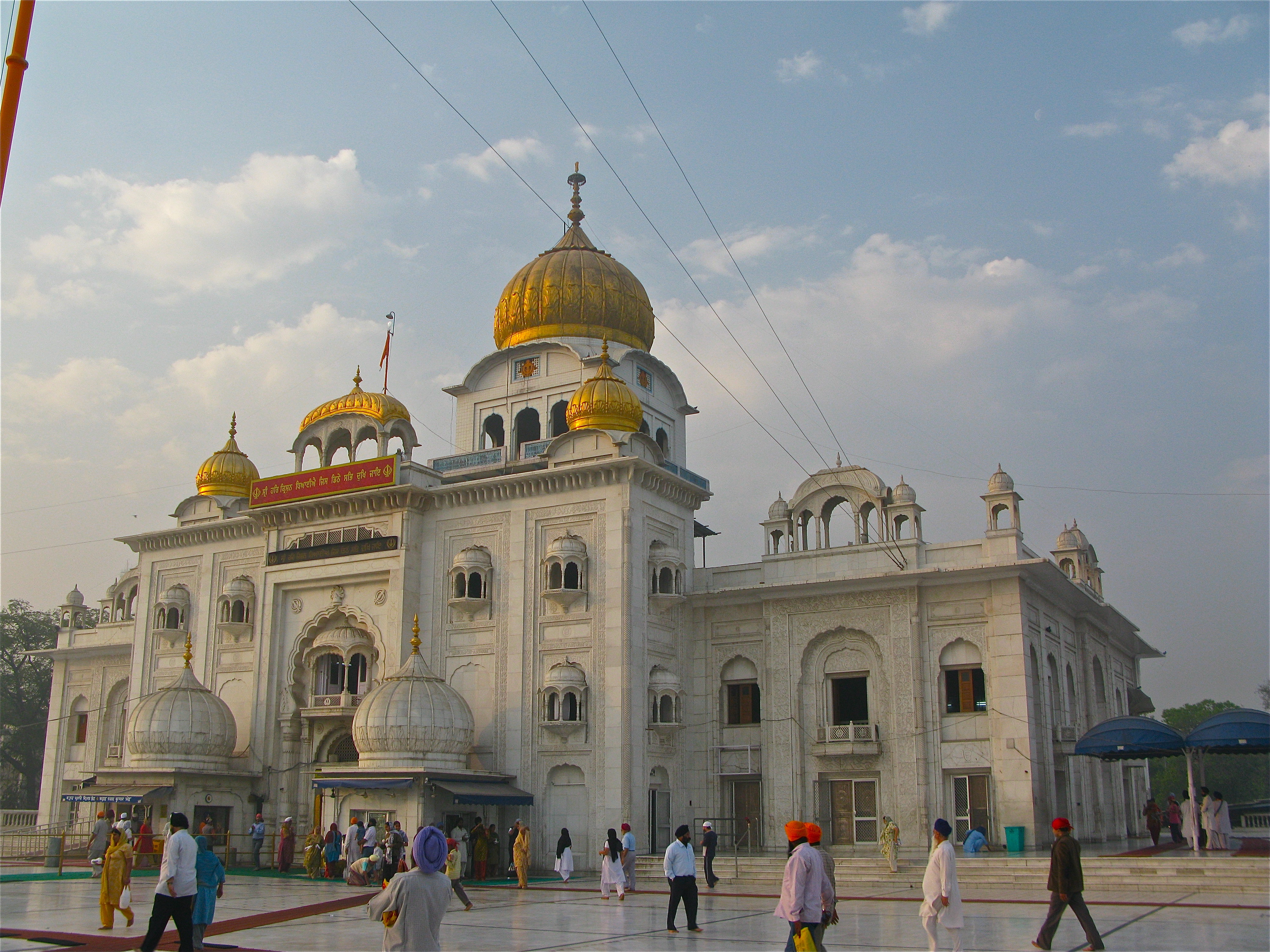
Gurudwara Bangla Sahib, a Delhi, India.

Vi sono due aspetti importanti nella vita di un sikh:
- l'adesione ad una disciplina personale e lo sviluppo di una forte vita familiare,
- il coinvolgimento nella vita della comunità locale, garantendo il benessere anche dei suoi membri più deboli e degli infermi, sia localmente che globalmente. Questo è l'aspetto pratico dei tre pilastri del sikhismo promossi da Guru Nanak Dev denominati Wand kay Shako (e che riflettono la divisione).

Nella vita personale, tutti i sikh devono seguire:

### Naam Japna
La meditazione sul nome di dio e la storia delle Sacre Scritture; e ciò al fine di:
- raccogliersi in preghiera nelle prime ore del giorno per recitare le preghiere: il mattino Cinque Bani, la sera Rehras e la notte Kirtan Sohila seguite ogni volta dall'Ardas. Queste recite sono fatte in modo da ricordarsi di Dio in ogni momento e pronunciare il suo nome, quando possibile (Naam Simran).
- cercare il sostegno del Signore che tutto può, prima di iniziare un nuovo lavoro o un affare (Ardas).

### Kirat Karo
Deve condurre la sua vita secondo gli insegnamenti del guru:
- al lavoro o nei suoi studi: il credente deve essere onesto e integro;
- promuovere la vita della famiglia: concedere del tempo ai bambini è un modo attivo di educare la loro coscienza al sikhismo;
- vivere con umiltà e amore in una famiglia estesa, incoraggiando i principi altruistici e offrendo sostegno morale all'interno della comunità.

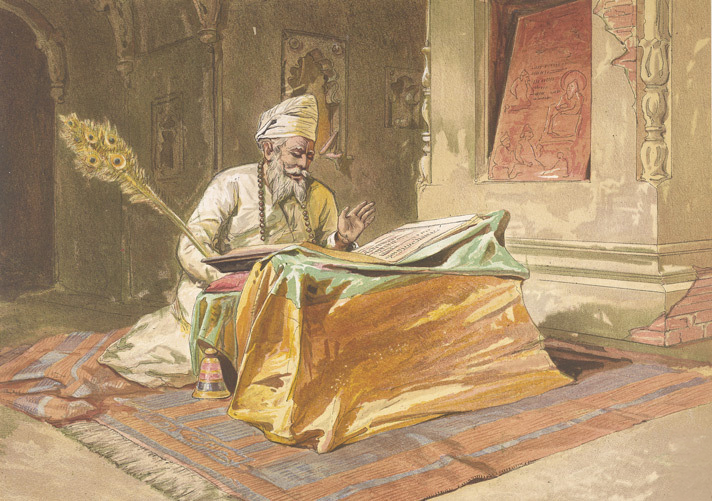
Un sikh mentre legge il Guru Granth Sahib.

### Il servizio disinteressato - Sewa
Tutti i sikh devono effettuare un servizio di volontariato gratuito nella comunità e nel Tempio, il Gurdwara; partecipare a progetti comunitari, aiutare gli ospedali, le case di cura, gli asili, ecc:
- godetevi ogni opportunità di trascorrere il tempo libero a lavorare nella comunità, senza chiedere qualsiasi pagamento e dedicate almeno il 10% della loro ricchezza a sostegno di progetti comunitari.
- sostenete positivamente i membri più deboli della comunità.

### Seguire una disciplina di vita
Il sikh viene obbligato dai guru a condurre una vita disciplinata e a non seguire ciecamente i riti e le superstizioni che non portano alcun beneficio spirituale o materiale alla persona o alla comunità.
Bisogna:
- Seguire gli insegnamenti di Sri Guru Granth Sahib e partecipare alle cerimonie religiose sikh;
- Mangiare cibi semplici ( vegetariani) con moderazione e astenersi da qualsiasi cibo o bevanda che provoca problemi al corpo o alla mente, come alcool, droghe, tabacco, ecc
- Evitare rituali, superstizioni e altre manifestazioni che vanno contro sikhismo (come il gioco d'azzardo);
- Trattare tutti gli altri esseri umani come pari e lavorare con grazia e rispetto.

### Vita comunitaria
Il dovere del sikh è contribuire attivamente alla comunità al di fuori della propria famiglia. Egli deve dare il suo tempo libero alla comunità sikh e anche ad altre. Dovere di un sikh è mantenere un dialogo permanente con tutti i membri della comunità e di trattarli come eguali e rispettarli.

## Meditare e leggere le sacre scritture
Dovere di ogni sikh è di impegnarsi nella meditazione personale e nella Gurudwara, cantare inni devozionali (Kirtan) e studiare le Scritture. Meditare e capire il Guru Granth Sahib è importante per il corretto sviluppo di un sikh. Devono studiare l'alfabeto gurmukhi per essere in grado di leggere i testi sacri e per capire il loro significato. Il sikh deve usare il Guru Granth Sahib come guida spirituale nella sua vita - dalla nascita alla morte.

## Far parte di una congregazione
Un sikh è più facilmente e più profondamente toccato dalla sua religione quando è impegnato in una congregazione (Sangat). Per questo motivo, è necessario che regolarmente visiti un Gurdwara, luogo di culto e di preghiera.
A nessuno deve essere impedito di entrare in un Gurdwara, da qualunque parte provenga, indipendentemente dalla religione, casta, classe, genere, razza o nazionalità. Il Gurdwara è aperto a tutti.

## Servire nel Gurdwara
Durante un ufficio nella congregazione deve essere eseguita un'attività nel locale in cui è installato il Guru Granth Sahib. L'Ardas e il Kirtan sono parte di queste attività.
Non è opportuno cantare sul ritmo di musica folk o melodie di film popolari.
Festività:
le feste sikh più importanti sono: 
- Gurpurb: compleanni e altre ricorrenze significative (martirio, ecc) della vita dei guru
- Vaisakhi: primo Amrit Sanskar e festa del raccolto
- Hola Mohalla: una festività sikh fondata da Guru Gobind Singh; segue di un giorno la festa indù di Holi

## Vivere secondo la visione del guru
Il credente deve vivere al fine di promuovere i principi stabiliti dai guru:
- credere in un solo dio;
- nell'eguaglianza di tutte le specie umane;
- rispettare tutti senza distinzione di sesso, età, stato sociale, colore, casta, ecc.
- autocontrollo: sconfiggere i cinque demoni, superstizione, gioco d'azzardo, tabacco, alcool, droghe inebrianti, etc.
- attitudini positive: promuovere le cinque virtù
- avere un'immagine esteriore corretta: seguire le Cinque K.

## Cerimonie sikh
- Cerimonia dell'imposizione del nome ai bambini (Naam Karan);
- Cerimonia del battesimo (Amrit Sanskar);
- Cerimonia delle nozze (Anand Sanskar);
- Cerimonia funebre (Antim Sanskar).